# Springald

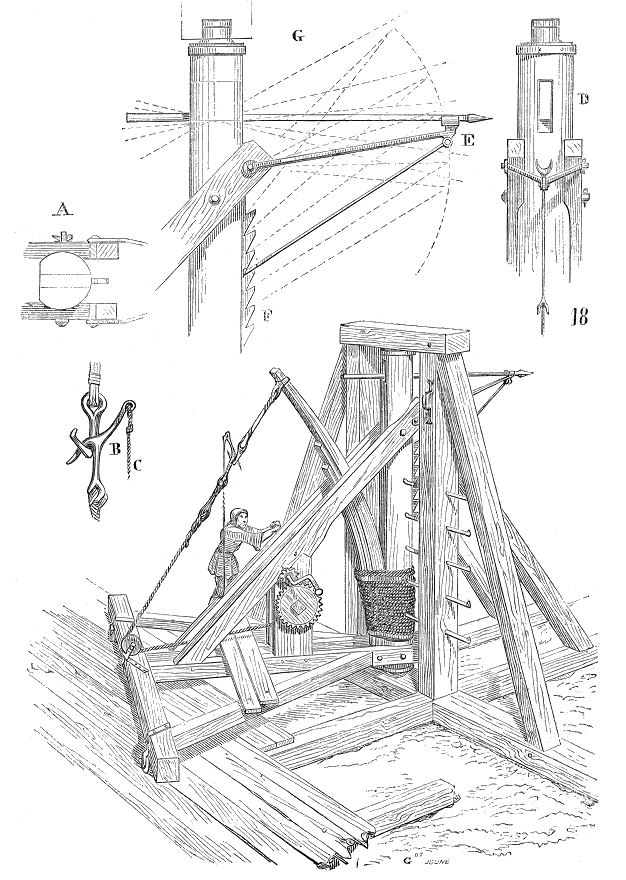
Tekening van een zware spanspringald.

De springald was een middeleeuws artilleriewapen. De springald was net als alle andere artilleriewapens uit de oudheid en vroege middeleeuwen een katapult; een wapen dat gebruikmaakt van mechanische energie om projectielen weg te schieten.
Er zijn twee soorten springalds: de eenvoudige spanspringalds haalden hun potentiële energie uit de spanning van de boogarm, de krachtigere torsiespringalds haalden hun energie uit het torsiemoment dat optreedt bij het in elkaar draaien van pezenbundels. Beide wapens werden waarschijnlijk in de 11e eeuw ontwikkeld.

## Spanspringald

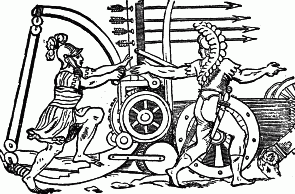
Spanspringald met 4 pijlen.

Omdat de kruisboog voor sommige doeleinden niet krachtig genoeg was werd de springald ontwikkeld als een krachtiger precisiewapen dat grotere projectielen kon afvuren. De projectielen konden zware pijlen of bouten zijn. De springald met spanboog was eenvoudig te bouwen en ook door leken te bedienen, waardoor deze snel inzetbaar was.
De springald bestond uit een zware verticale balk met bovenin een gat waarin de pijl werd gestoken. Aan deze balk was onderaan een flexibele plank bevestigd met aan de bovenkant een touw. De plank werd met een windas of lier naar achteren getrokken. Nadat de plank op spanning was gebracht werd deze losgelaten, waarbij deze met kracht tegen de achterkant van de pijl sloeg waardoor deze werd gelanceerd. Er bestonden ook varianten met meerdere gaten in de balk, waardoor tegelijkertijd meerdere pijlen konden worden afgeschoten.
Zware springalds hadden aan alle kanten verstevigingsbalken om de lanceerbalk op zijn plaats te houden. Deze hadden vaak ook een verstelbare pijlhouder om de schietrichting te kunnen veranderen. Omdat de springald weinig ruimte in de breedte nodig had was deze ideaal voor gebruik achter schietgaten van kastelen of aan boord van oorlogsschepen. 
De spanspringald was lang niet zo krachtig als de springald met torsieveren, maar had als voordelen dat deze goedkoop en relatief eenvoudig te fabriceren was en dat er geen gespecialiseerd personeel voor de bediening nodig was. In dezelfde periode verscheen de steenwerpende slingerarmkatapult pierrière, die ook goedkoop te bouwen was en waarbij zowel de bouw als bediening door relatief ongeschoold personeel kon worden uitgevoerd

## Torsiespringald

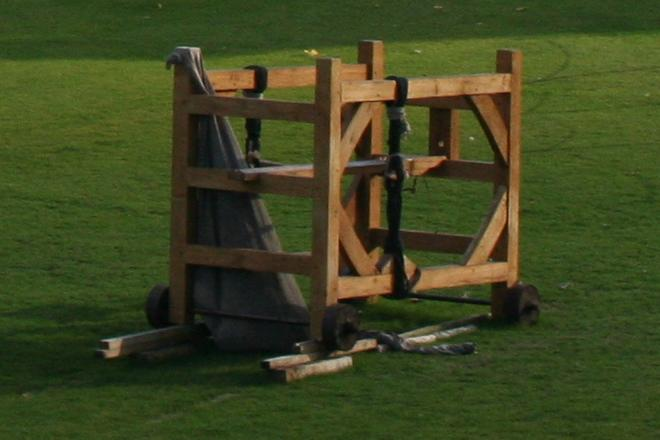
Replica van een torsiespringald bij de Tower of London.

Dit model springald was een middeleeuwse doorontwikkeling van de aloude Romeinse ballista. De middeleeuwse katapult zag er wel veel anders uit dan de Romeinse variant. De springald had een zwaar rechthoekig geraamte, waarbij de torsieveren in het midden links en rechts over de beneden- en bovenbalken lopen. De twee torsieveren in de springald bestonden net als bij de ballista uit windingen van pezen.
De kracht van het wapen komt van de spanning van de getordeerde pezen zijde of dierenpees en de kracht die deze uitoefent op de twee armen waaraan de boogpees is bevestigd. De katapultarmen waar de boogpees aan vastzit steken midden tussen de windingen. Als de boogpees naar achter wordt getrokken brengt het torsiemoment van de pezen de katapultarmen op spanning. Torsiespringalds konden behalve pijlen of bouten ook stenen of vuurpotten afschieten.
Doordat de boogpees met een wormschroef op spanning werd gebracht was de schietsnelheid van de springald niet hoog: het kon wel 2 minuten duren voordat de katapult op spanning was gebracht. Het wapen was daarentegen zeer krachtig en dodelijk accuraat. In 1304 zou een enkele pijl vier of vijf man hebben doorboord.

## Etymologie
Het Middelengelse woord springald komt van het Middelfranse espringale, van het Oudfranse espringuier "springen", van het Hoogduitse springan "springen". Naast springald wordt ook wel de benaming springal of espringal gebruikt.